# Hi Lockation Markets
A Hi Lockation Markets vagy röviden Hairoke japán pop-rock együttes volt, melyet 2008 májusában alapítottak egy televíziós műsor keretében.

## Az együttes története
Az együttest 2008 májusában alapították a TV Tokyo Itsuzai: Tarento (ITSUZAI～イツザイ～) című műsorának keretében, melyben egy „ikemen együtteshez” kerestek tagokat. A Hi Lockation Markets tagjai végül Yilmaz Ender (dobok), Maruta Kentaró (billentyűsök, ének), Cucsija Kóicsi (gitár), Jamamoto Jumihiko (basszusgitár) és Ósiro Maszasi (ének) lett. A zenekar első kiadványa, a Hop DVD 2008. augusztus 27-én jelent meg a Warner gondozásában. A kiadványon egy eredeti kisfilm, az együttes tagjait bemutató videók és a zenekar első zeneszáma is helyett kapott. Második kiadványuk 2008. december 24-én jelent meg a Real című középlemez képében. A lemezen szereplő hét dalt Akimicu Honma szerezte. Az együttes következő kiadványára közel egy évet kellett várni; az Akacuki (アカツキ) című kislemezük 2009. november 4-én jelent meg. A lemez az Oricon heti eladási listájára is felkerült a 197. helyen, először az együttest történetében. Következő kislemezük, a Horizon (ホライズン) 2010. december 8-án jelent meg. A lemez promóciós anyagaihoz az együttes tagjai nőnek öltöztek. A zenekar a 2011-es évet a Life la Rhythm (ライフラリズム) című kislemezzel nyitotta, ami az Oricon heti eladási listájára is felkerült a 146. helyen. A zenekar 2011. április 27-én még Hairoke (ハイロケ) címmel megjelentette bemutatkozó stúdióalbumát. A Tokyo MX televízióadó 2011. július 8-án indítotott Next Break!! című műsorát a Scandallel közösen vezették. 2011. november 10-én Kentaró és Kóicsi kilépett az együttesből. A Hi Lockation Markets 2012-ben még számos alkalommal adott koncertet, azonban a 2012. augusztus 26-i fellépésük óta nem hallatnak magukról.

## Az együttes tagjai
- Yilmaz Ender (イルマス・エンデール?) — dobok (2008–2012)
- Maruta Kentaró (丸田健太郎?) — billentyűsök, ének (2008–2011)
- Cucsija Kóicsi (土屋浩一?) — gitár (2008–2011)
- Jamamoto Jumihiko (山本弓彦?) — basszusgitár (2008–2012)
- Ósiro Maszasi (大城正志?) — ének (2008–2012)

## Diszkográfia
Stúdióalbumok
- Hairoke (ハイロケ?) (2011)

Középlemezek
- Real (2008)

Kislemezek
- Akacuki (アカツキ?) (2009)
- Horizon (ホライズン?) (2010)
- Life la Rhythm (ライフラリズム?) (2011)